# Batalla del Toix
La batalla del Toix fue un hecho de armas de la tercera guerra carlista en el que las fuerzas carlistas de Francisco Savalls derrotaron a la columna del Gobierno, dirigida por el general Eduardo Nouvilas, en la sierra del Toix. El hecho tuvo lugar el 14 de marzo de 1874, y perdieron la vida cerca de 200 soldados. Como resultado de la acción, Olot se rindió al asedio carlista.

## Antecedentes
En el comienzo del año 1874, las tropas carlistas dirigidas por Rafael Tristany iniciaron una ofensiva en la Cataluña interior y conquistaron sucesivamente Vich y Manresa. Esto significaba el control de una vasta y rica zona del interior de Cataluña, lo que permitía el mantenimiento de las tropas. Tras la caída de estas ciudades, los carlistas se pusieron como meta la conquista de la ciudad de Olot. Los carlistas, bajo el mando de Francisco Savalls, pusieron sitio a la ciudad de Olot en el mes de diciembre de 1873, una ciudad lo suficientemente importante y cercana a la frontera como para que las tropas del gobierno actuaran rápidamente para mantenerla. Por esta razón, el general Nouvilas se forma una columna para ayudar a la ciudad y evitar el asedio. La columna que salió de Gerona por el puente sobre el río Onyar se componía de 2.500 hombres; divididos en dos batallones de cazadores de Arapiles y Barcelona; dos batallones del Regimiento de Cádiz y de Navarra, un escuadrón de caballería de Alcántara y tres compañías de carabineros. La columna llegó de noche a la ciudad de Argelaguer el 13 de marzo. Esa noche, el general Nouvilas se enteró de que los carlistas habían fortificado el pase de Castellfullit de la Roca y con el fin de evitar el choque se decidió a dar un rodeo por Tortellá, para ir luego a la cabeza de puente de Llierca, la montaña de Santa Bárbara y la sierra del Toix y llegar a Olot por San Juan les Fonts. Cuando la columna llegó a Tortellà, se añadieron 120 voluntarios para la causa de la Libertad de esta ciudad, ya que tenían cuentas pendientes con Savalls. Un año antes, había atacado la aldea y trató de prenderle fuego.

## Desarrollo de la batalla
Los carlistas estaban al tanto de la llegada de la columna y de su ruta y estaban preparando una emboscada en la toma de posiciones en la sierra del Toix, Montpetit, Montmajor, las montañas de la Cruz, el monte de los Viveros, casa adosada y la altura del Cuerpo. Savalls fue enviado Galceran de Sadernes recogido todas sus fuerzas en la zona de Castellfollit con algunos refuerzos de las cantidades de Mieras y Santa Pau. También visitan las casas de los agricultores de la zona, para avisarles de que guardasen el ganado y se quedaran en el interior de sus casas. Cuando en la tarde la columna liberal, cansado de la manera en que él llegó a Toix y comenzó a descender hacia el pie de la montaña, los carlistas que la rodeaba empezó a disparar. Fueron sorprendidos por el fuego enemigo muy intensa en un área en la que se haga sin la protección del bosque. Algunas fuerzas del gobierno fueron capaces de llegar a un nuevo en la parte superior de la Toix y la carga de los cuatro modernos cañones Krupp de grupo, pero se redujeron después de una carga de "bayoneta". Cuando se enteró de la lucha, el alcalde de la ciudad, saliendo de la ciudad con dos centenares de voluntarios para unirse a la lucha, pero en la sierra de los Viveros, se encontró con una gran cantidad de los carlistas, y tuvo que regresar a la ciudad. Cerca de allí, desde la torre de Canadell el general Savalls dijo que esa noche cenaría con el general Nouvilas. La lucha fue encarnizada y duró hasta la noche, cuando el grueso de las tropas, cerca de 1000 soldados, junto con sus generales y su hijo se rindió. Algunos soldados fueron capaces de huir hacia Francia o llegaron hasta la ciudad de Olot. Murieron 200 soldados, y los carlistas, que consiguieron un botín de 4 cañones, 150 caballos, 2000 fusiles, munición, y un cuadro de 70 000 duros, la victoria. Terminaron de tomar 1800 presos. El 33 voluntarios de la Libertad de Tortellà capturados fueron fusilados en el campo de Candell, cerca de Besalú. Los cadáveres de los soldados muertos y el nudo fueron cargados con carretes, y se trasladó hasta el cementerio de Montagut y Oix, donde los enterraron en una fosa común. Cuando en la ciudad de Olot, llegó la noticia de la batalla, que ofreció su rendición y los carlistas entraron en la ciudad sin resistencia. Más tarde, en el mes de julio, ejecutó 196 militar de los jefes, oficiales, suboficiales, soldados y miembros del cuerpo de aduanas.